# Бонијер (Па де Кале)
Бонијер (фр. Bonnières) насеље је и општина у североисточној Француској у региону Север-Па д Кале, у департману Па де Кале која припада префектури Арас.
По подацима из 2011. године у општини је живело 649 становника, а густина насељености је износила 27,31 становника/km². Општина се простире на површини од 23,76 km². Налази се на средњој надморској висини од 152 метара (максималној 154 m, а минималној 54 m).

## Демографија
| 1962. | 1968. | 1975. | 1982. | 1990. | 1999. | 2011. |
| ----- | ----- | ----- | ----- | ----- | ----- | ----- |
| 752   | 765   | 708   | 677   | 646   | 607   | 649   |

График промене броја становника у току последњих година